# هافال اتش 1
هافال اتش1 (بالإنجليزية:Haval H1) هي سيارة كروس أوفر تنتجها شركة جريت وول موتورز.